# Jedburgh (Écosse)
Pour les articles homonymes, voir Jedburgh.
Jedburgh (Deadard en gaélique écossais, Jethart ou Jeddart en scots) est une ville d'Écosse, capitale de l'ancien comté de Roxburgh (ou Roxburghshire), comté maintenant intégré dans la région des Scottish Borders, au sud-est de l'Écosse.
Jedburgh, qui chevauche la rivière Jed Water grâce à un pont à trois arches de la moitié du XIIe siècle, était autrefois une ville très disputée à la frontière entre l'Angleterre et l'Écosse. C'est aujourd'hui un centre commercial paisible sur l'une des principales routes qui conduisent à l'Écosse. La ville est jumelée avec la commune française Malestroit (Morbihan).

## Histoire
- L'abbaye de Jedburgh est une abbaye augustinienne fondée au XIIe siècle et dissoute en 1560.
- Le château de Jedburgh (en) est détruit en 1409 et converti en prison au XIXe siècle. Un musée occupe les lieux depuis 1964.

## Sports
Jedburgh est représentée en rugby à XV par le club de Jed-Forest RFC.

## Personnalités liées à la ville
- James Thomson (1700-1748), poète
- Mary Somerville (1780-1872), scientifique
- David Brewster (1781-1868), scientifique
- Michael Ancram (né en 1945), homme politique
- Roy Laidlaw (né en 1953), rugbyman
- Gary Armstrong (né en 1966), rugbyman
- Greig Laidlaw (né en 1985), rugbyman